# Bodianus busellatus
Bodianus busellatus är en fiskart som beskrevs av Martin F. Gomon 2006. Bodianus busellatus ingår i släktet Bodianus och familjen läppfiskar. IUCN kategoriserar arten globalt som livskraftig. Inga underarter finns listade.